# Weybridge (Anglaterra)
Weybridge (/ˈweɪbrɪdʒ/) és una localitat britànica situada a la riba del riu Wey, al comtat anglès de Surrey. Es tracta d'un poble suburbà situat cap a l'exterior de l'Àrea Urbana del Gran Londres, a uns 11 km al nord-est de Woking i uns 25 km al sud-oest del centre de Londres. Els preus immobiliaris estan molt per sobre de la mitjana nacional. El 2008, sis dels deus carrers més cars del sud-est d'Anglaterra es trobaven a Weybridge.